# 吉姆·麥克馬洪
詹姆斯·伊格納修斯·奧羅克·麥克馬洪，OBE，FRSA（英語：James Ignatius O'Rourke McMahon，1980年7月7日—），英國勞工與合作黨政治人物。自2015年開始，他擔任西奧爾德姆和羅伊頓選區選出的英國下議院議員。他的父親是一位卡車司機。